# Tamilrapporten
Tamilrapporten er en undersøgelsesrapport lavet af Mogens Hornslet om det ulovlige og administrative tamilstop. Rapporten blev fremlagt den 14. januar 1993. Det var en del af tamilsagen, som senere blev afgjort ved den 5. rigsretssag i Danmarkshistorien imod Erik Ninn-Hansen.